# Ноу Даут
„Ноу Даут“ (на английски: No Doubt; „Без съмнение“) е американска ска група, създадена от Гуен Стефани през 1986 година в Анахайм, Калифорния.
Първият албум на групата е озаглавен „No Doubt“ и излиза през 1992 година. От него излиза и първият им видеоклип към песента „Trapped In A Box“, която не получава никакво медийно внимание и обезкуражава издателите на групата.
Три години по-късно излиза следващият албум на групата „Tragic Kingdom“ (1995) от който илизат хитове като „Sunday Morning“, „Excuse Me Mr.“ и третият сингъл от албума „Don't Speak“, който поставя рекорд, като се задържа шестнадесет седмици на първо място в класацията на Billboard Hot 100 Airplay.
През 2000 година излиза „Return of Saturn“, но въпреки позитивните отзиви, албумът е смятан за търговски провал. Петнадесет месеца по-късно групата се завръща с албума „Rock Steady“, който включва реге и денс в звученето им. По-голямата част от албума е записана в Ямайка и включва дуети с ямайските изпълнители Баунти Килър (на английски: Bounty Killer), Слай и Роби (Sly & Robbie), и Лейди Сал (Lady Saw). От албума излизат два сингъла, които печелят Грами – „Hey Baby“ и „Underneath It All“.

## Дискография

### Студийни албуми
- No Doubt (1992)
- The Beacon (1995)
- Tragic Kingdom (1995)
- Return of Saturn (2000)
- Rock Steady (2001)
- Push and Shove (2012)

### Компилации
- The Singles 1992–2003 (2003)
- Boom Box (2003)
- Everything in Time (2004)

### Видео албуми
- Live in the Tragic Kingdom (1997)
- Rock Steady Live (2003)
- The Videos 1992–2003 (2004)

### Сингли
- Trapped in a Box (1992)
- Squeal (1994)
- Doghouse (1995)
- Just a Girl (1995)
- Spiderwebs (1996)
- Don't Speak (1996)
- Excuse Me Mr. (1996)
- Happy Now? (1997)
- Sunday Morning (1997)
- Hey You! (1997)
- New (1999)
- Ex-Girlfriend (2000)
- Simple Kind of Life (2000)
- Bathwater (2000)
- Hey Baby (2001)
- Hella Good (2002)
- Underneath It All (2002)
- Running (2003)
- It's My Life (2003)
- Bathwater (Invincible Overlord Remix) (2004)
- Settle Down (2012)
- Looking Hot (2012)

|  | Тази страница частично или изцяло представлява превод на страницата No_Doubt в Уикипедия на английски. Оригиналният текст, както и този превод, са защитени от Лиценза „Криейтив Комънс – Признание – Споделяне на споделеното“, а за съдържание, създадено преди юни 2009 година – от Лиценза за свободна документация на ГНУ. Прегледайте историята на редакциите на оригиналната страница, както и на преводната страница, за да видите списъка на съавторите. ВАЖНО: Този шаблон се отнася единствено до авторските права върху съдържанието на статията. Добавянето му не отменя изискването да се посочват конкретни източници на твърденията, които да бъдат благонадеждни. |